# Minna Gombell
Minna Gombell (Baltimora, 28 maggio 1892 – Santa Monica, 14 aprile 1973) è stata un'attrice statunitense.

## Biografia
Figlia di un medico tedesco William G. Gombel (1854-1916) e Emma Marie Debring Gombel (1865-1929), dopo una carriera di attrice teatrale iniziata nel 1912 a Broadway con la commedia Winifred Lee e proseguita per tutti gli anni Venti fino a Nancy's Private Affair, nel 1930 si trasferì a Hollywood. Il suo primo film fu Fiamme di gelosia (1931), in cui apparve col nome di Nancy Gardner. La sua filmografia comprende più di cinquanta film, ma nessuno con un ruolo da protagonista, l'ultimo dei quali è I'll See You in My Dreams (1951).

## Filmografia parziale
- Fiamme di gelosia (Doctors' Wives), regia di Frank Borzage (1931)
- Sob Sister, regia di Alfred Santell (1931)
- After Tomorrow, regia di Frank Borzage (1932)
- Ragazza selvaggia (Wild Girl), regia di Raoul Walsh (1932)
- Hello, sister! (1933)
- Selvaggi ragazzi di strada  (Wild Boys of the Road), regia di William A. Wellman (1933)
- L'uomo ombra (The Thin Man), regia di W. S. Van Dyke (1934)
- Babbitt, regia di William Keighley (1934)
- La vedova allegra (The Merry Widow), regia di Ernst Lubitsch (1934)
- Cupo tramonto (Make Way for Tomorrow), regia di Leo McCarey (1937)
- Il mercante di schiavi  (Slave Ship), regia di Tay Garnett (1937)
- Venti anni dopo (Block-Heads), regia di John G. Blystone (1938)
- Ho trovato una stella (Second Fiddle), regia di Sidney Lanfield (1939)
- Notre Dame (The Hunchback of Notre Dame), regia di William Dieterle (1939)
- La febbre del petrolio  (Boom Town), regia di Jack Conway (1940)
- Doomed Caravan, regia di Lesley Selander (1941)
- Una pallottola per Roy (High Sierra), regia di Raoul Walsh (1941)
- The Town Went Wild (1944)
- Man Alive, regia di Ray Enright (1945)
- Vacanze pericolose (Perilous Holiday), regia di Edward H. Griffith (1946)
- I migliori anni della nostra vita (The Best Years of Our Lives), regia di William Wyler (1946)
- Gli avvoltoi (Return of the Bad Men), regia di Ray Enright (1948)
- La fossa dei serpenti (The Snake Pit), regia di Anatole Litvak (1948)
- The Last Bandit, regia di Joseph Kane (1949)
- Canzone pagana (Pagan Love Song), regia di Robert Alton (1950)
- I'll See You in My Dreams, regia di Michael Curtiz (1951)

## Doppiatrici italiane
- Wanda Tettoni in Venti anni dopo
- Mignon Cocco ne Gli avvoltoi
- Maria Saccenti in Una pallottola per Roy
- Giovanna Scotto in Canzone pagana
- Mimosa Favi ne La febbre del petrolio (ridoppiaggio)
- Cristina Grado ne L'uomo ombra (ridoppiaggio)